# チェンライ・シティFC
チェンライ・シティFC（タイ語: สโมสรฟุตบอลเชียงรายซิตี้）は、タイ王国・チエンラーイ県に本拠地を置くサッカークラブである。

## 歴史
2010年にチエンライFCとして設立され、チエンラーイ県立競技場を本拠地にした。2017年にタイ・リーグ4北部で2位につけてタイ・リーグ3に昇格した。2018年にシンハー・スタジアムを本拠地にするが、翌年再び県立競技場に本拠地を戻した。

## 歴代所属選手
- エカニット・パンヤ 2017
- 廣田隆治 2021-22
- レニー・フェルナンデス・コエリョ 2022
- 西本雅崇 2023-